# Testacella riedeli
Testacella riedeli is een slakkensoort uit de familie van de Testacellidae. De wetenschappelijke naam van de soort is voor het eerst geldig gepubliceerd in 1995 door Giusti, Manganelli & Schembri.